# Округ Клатсоп (Орегон)
Клатсоп (енгл. Clatsop County) је округ у америчкој савезној држави Орегон.

## Демографија
По попису из 2010. године број становника је 37.039, што је 1.409 (4,0%) становника више него 2000. године.
| Група             | 2000.          | 2010.          |
| Белци             | 32.364 (90,8%) | 32.295 (87,2%) |
| Афроамериканци    | 185 (0,5%)     | 195 (0,5%)     |
| Азијати           | 430 (1,2%)     | 457 (1,2%)     |
| Хиспаноамериканци | 1.597 (4,5%)   | 2.838 (7,7%)   |
| Укупно            | 35.630         | 37.039         |